# Обезлесение на Мадагаскаре
Обезлесенье, то есть процесс исчезновения леса, происходит на Мадагаскаре с момента его заселения  человеком около 2 тыс. лет назад, за это время исчезло более 90 % естественного лесного покрова, а после получения независимости от Франции в результате распространения подсечно-огневого земледелия потери ускорились . До 94 % ранее плодородных земель Мадагаскара подвержены опустыниванию, ухудшению качества водных ресурсов и деградации почвы из-за обезлесения. В настоящее время страна не в состоянии прокормить и обеспечить водными ресурсами быстрорастущее население в основном из-за последствий обезлесения. Вызваная обезлесением эрозия почвы ухудшает качество воды в реках острова и влияют на её цвет (например, реки Бецибука).